# Mallotus discolor
Mallotus discolor är en törelväxtart som beskrevs av Ferdinand von Mueller och George Bentham. Mallotus discolor ingår i släktet Mallotus och familjen törelväxter. Inga underarter finns listade i Catalogue of Life.